# Buch Wien

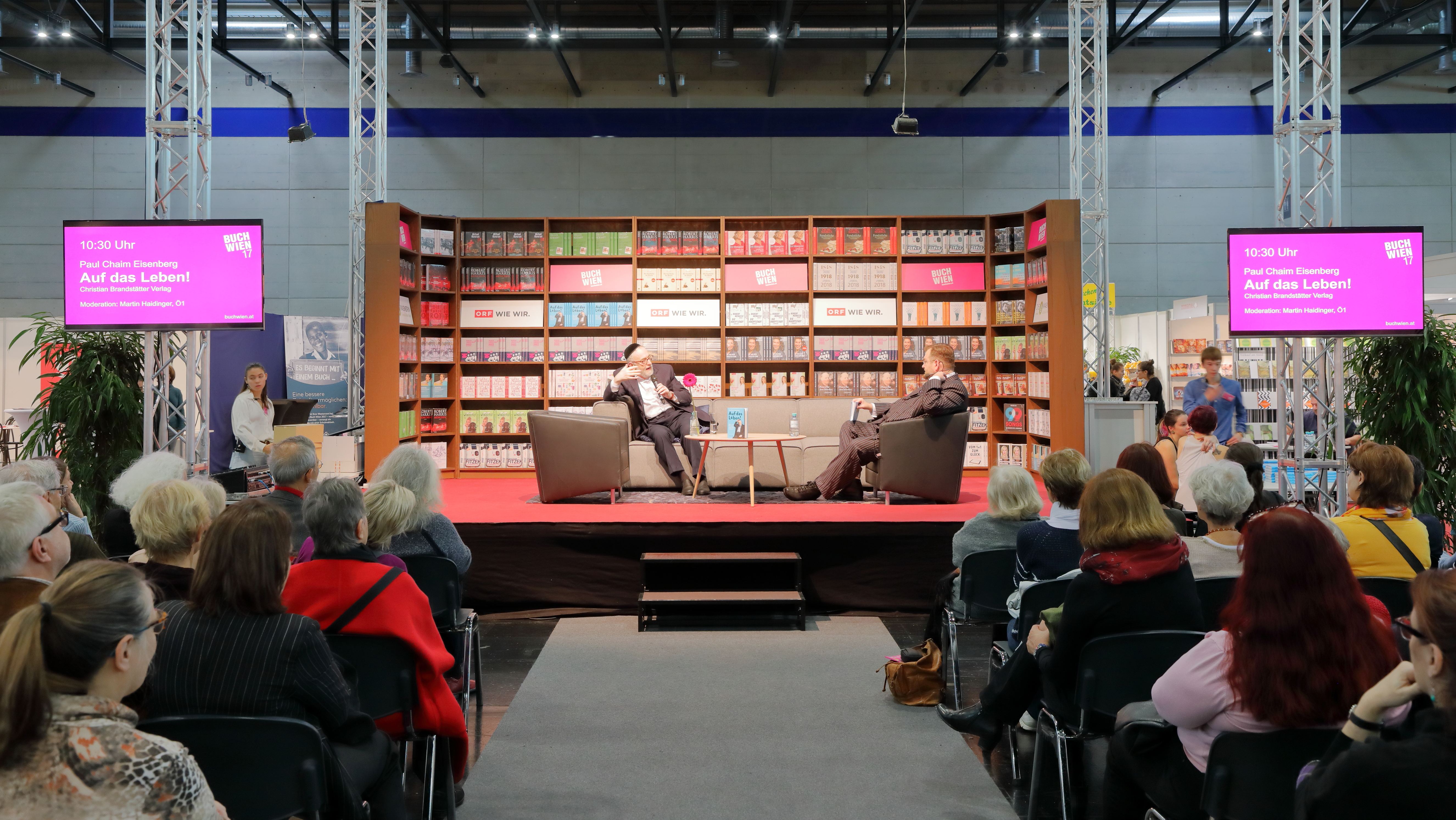
Buch Wien 17: ORF-Bühne mit Oberrabbiner Paul Chaim Eisenberg und Moderator Martin Haidinger

Die Buch Wien ist eine viertägige internationale Buchmesse in Wien, die jährlich im November auf dem Gelände der Messe Wien in Halle D stattfindet. Insgesamt finden rund 400 Veranstaltungen im Rahmen der „Buch Wien“ statt. Auftakt der Buch Wien ist seit 2014 die „Lange Nacht der Bücher“ am Vorabend der Messe.
Lesungen, Autogrammstunden, Diskussionen und Neuerscheinungen aller Genres – Belletristik und Krimi, Koch- und Sachbuch, Weltliteratur – sind Teil des Programms. Das Kinder- und Jugendprogramm beinhaltet Workshops, Lesungen und Gespräche zu unterschiedlichen Schwerpunkten, wie Comics, klassische Medien und Social Media und Zeitungsproduktion. Veranstalter der Messe ist die Literatur- und Contentmarketing Ges.m.b.H., die im Eigentum des Hauptverbandes des österreichischen Buchhandels (HVB) ist.
Mit der Einführung der Buchmesse 2008 gibt es parallel dazu die neu geschaffene Lesefestwoche, die von der Stadt Wien und dem Bundesministerium für Bildung gestützt wird. Im Rahmen dieser Lesefestwoche finden an Veranstaltungsorten in ganz Wien Lesungen, AutorInnengespräche, Signierstunden und Diskussionsveranstaltungen statt.

## Geschichte und Statistik
Die Buchmesse besteht in ihrer heutigen Form seit 2008 und ersetzte die Buchwoche, die ab 1948 bei freiem Eintritt im Wiener Rathaus veranstaltet wurde. Die Buch Wien dauert vier Tage und kann mit gültigem Ticket besucht werden.
Die erste Messe eröffnete Bundespräsident Heinz Fischer, hatte rund 21.600 Besucher und damit nur rund ein Drittel an Besuchern gegenüber der Vorgängerveranstaltung im Rathaus. Es gab 271 Aussteller aus 14 Ländern, die rund 500 Verlage präsentierten, und 6 Bühnen. Gemeinsam mit der Lesefestwoche konnten 31.100 Literaturinteressierte mobilisiert werden. Bei der zweiten Messe im Jahr 2009 gab es 228 Aussteller aus elf Ländern mit 25.042 Besuchern. Gemeinsam mit der Lesefestwoche waren es 34.500 Besucher.
2011 übernahm der Schriftsteller und Literaturkritiker Günter Kaindlstorfer die Programmleitung der Buch Wien von Gabriele Madeja.
Beim 10-Jahres-Jubiläum 2017 wurde ein neuer Publikumsrekord mit 48.500 Besuchern aufgestellt. Insgesamt gab es 451 Veranstaltungen mit 381 Autorinnen und Autoren sowie 350 Aussteller aus 20 Nationen, denen 8.000 Quadratmeter Ausstellungsfläche zur Verfügung standen.
2018 wurde die Ausstellungsfläche auf 11.000 m² vergrößert. Es gab 51.000 Besucher, die Anzahl der Aussteller lag bei 370, und über 400 Veranstaltungen wurden organisiert.
Die zwölfte Buchmesse 2019 hatte 55.000 Besucher, das wiederum einen neuen Rekord ergab. Die Fläche wurde um 1.000 m² auf 12.000 m² erweitert. Insgesamt präsentierten 385 Aussteller aus 25 Nationen ihre Verlage und Institutionen. Es waren 575 Autoren und Mitwirkende in über 500 Veranstaltungen an fünf Tagen auf der Messe und an 35 Locations in Wien beteiligt.
2020 wurde die Veranstaltung aufgrund der COVID-19-Pandemie abgesagt.
Im Jahr 2021 fand die Buchmesse unter Pandemiebedingungen statt und hatte 41.000 Besucher. Die Fläche betrug 12.150 m² auf denen sich die Aussteller präsentierten. Es waren 513 Autoren und Mitwirkende in über 400 Veranstaltungen an fünf Tagen auf der Messe und an 23 Locations in Wien beteiligt.

## Lange Nacht der Bücher
2014 fand die erste Lange Nacht der Bücher statt, die seither die Buchmesse eröffnet. Mittwochabend öffnet die Messehalle ihre Pforten und lädt lesefreudiges Publikum zu einer Reihe von spannenden und unterhaltsamen Veranstaltungen, unter anderem einem Konzert, zahlreichen Lesungen und Signierstunden und einem Publikums-Quiz. Die Eröffnungsrede stellt dabei einen Höhepunkt dar und gilt als Auftakt der Buchmesse.

## Eröffnungsredner seit 2008

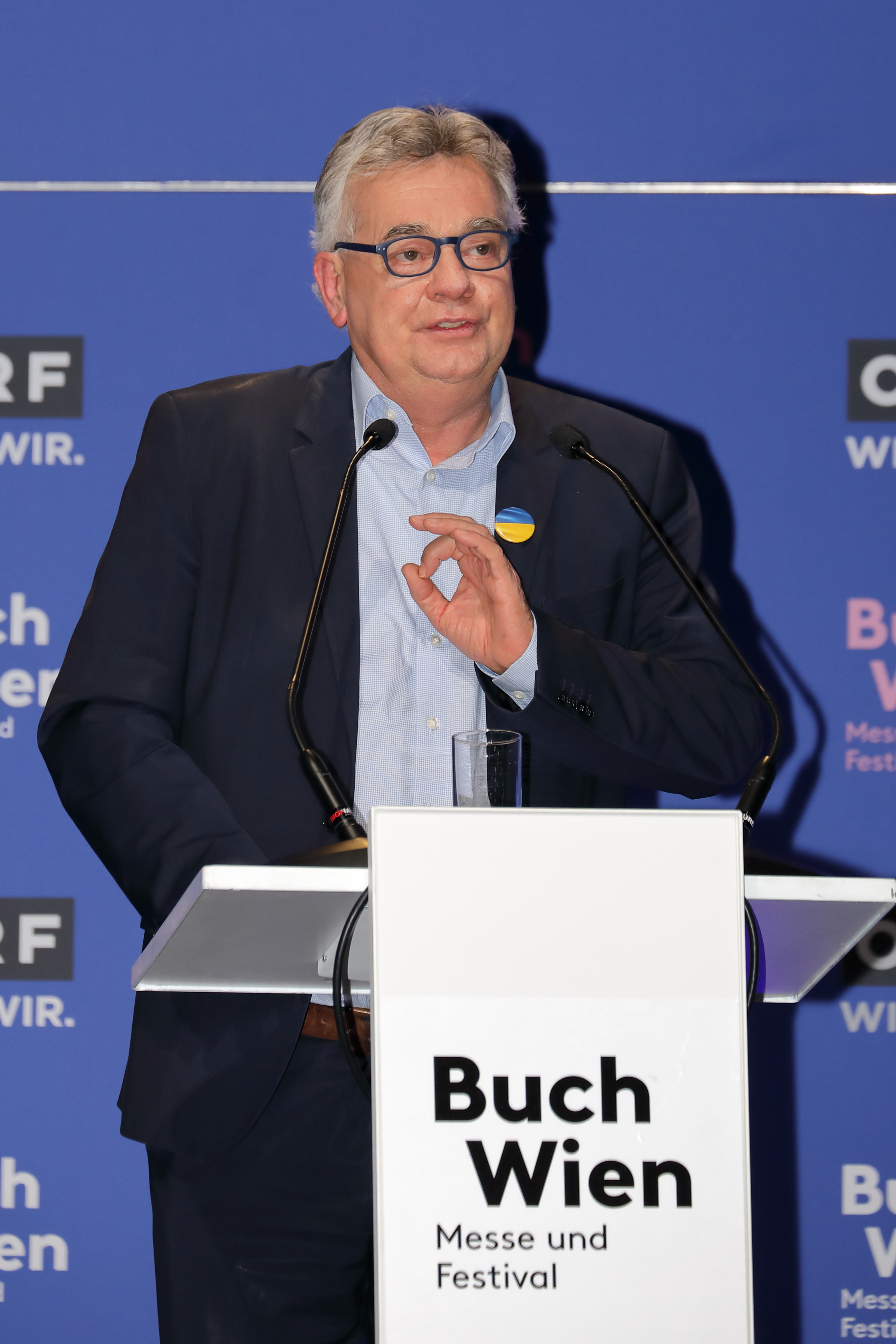
Der Vizekanzler Werner Kogler bei der Eröffnungsrede der Buch Wien 2024

- Julian Nida-Rümelin (2024)
- A. L. Kennedy (2023)
- Herfried Münkler (2022)
- Isolde Charim (2021)
- Armin Thurnher (2019)
- Svenja Flaßpöhler (2018)
- Karl-Markus Gauß (2017)
- Terézia Mora (2016)
- Adolf Muschg (2015)
- Juri Andruchowytsch (2014)
- Sibylle Lewitscharoff (2013)
- Carl Djerassi (2012)
- Petros Markaris (2011)
- Christian Ankowitsch (2010)
- Eva Menasse (2009)
- Ilija Trojanow (2008)